# Meia-desfeita

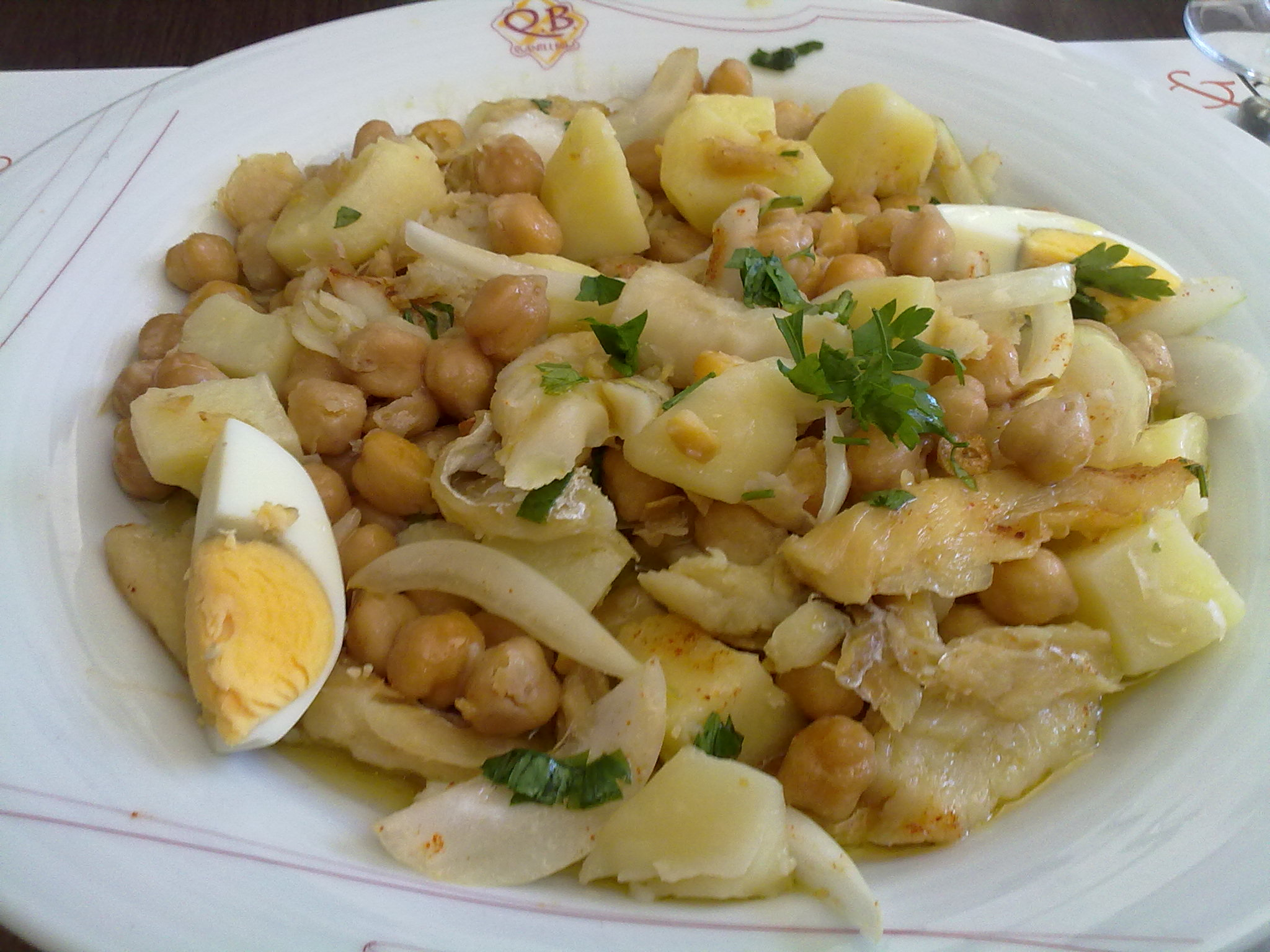
Meia desfeita

Meia-desfeita é um prato da culinária portuguesa, tipicamente lisboeta.
Consiste em bacalhau cozido com grão de bico, podendo ser condimentado com cebolas e alho refogados em azeite, salsa, colorau e vinagre, entre outros temperos possíveis. Pode ou não ser acabado no forno.
É possível complementar este prato com ovos cozidos e com batata cozida.
O bacalhau deve ser apresentado sem espinhas e desfeito em lascas.
A meia desfeita de bacalhau consiste, tal como o nome indica, num prato em que o bacalhau está meio desfeito e apenas tem metade dos ingredientes. É um prato metade cheio apenas com o bacalhau, com o tempero conforme está referido em cima. Pode ou não ser acompanhado por grão que completa a outra metade do prato. Caso seja acompanhado com grão, o prato chama-se meia desfeita de bacalhau com grão.